# 537
537 је била проста година.

## Догађаји
- Новембар – Велизар доводи своје дуго очекивано појачање, односно 3.000 Исавријанаца и 1.800 коњаника укрцаних у Остију, заједно са конвојем за снабдевање, безбедно у Рим. Готи су присиљени да напусте Портус Цлаудии.
- Битка код Камлана: Према легенди, краљ Артур води последњу битку против снага свог бунтовног сина (или нећака) Мордреда и смртно је рањен.
- Пролеће – Битка код Скала Ветерес (6 км јужно од Картагине, у преторијанској префектури Африке): византијске трупе под Германом сломиле су побуну великих размера. Стокас, вођа побуне, бежи са шачицом следбеника у Мавретанију.
- Источни Веј шаље претходницу од три армијске колоне кроз пролаз Тонг, да нападне западни Веј. Западна армија под командом Ју-Вен Таја побеђује једну од колона док се друге повлаче. Ју-Вен прати, али наилази на главну источну војску (200.000 људи). Западњаци су потиснути назад кроз превој, а источна војска излази из планина. Неочекивано их је јуришало са бока 10.000 западних коњаника, а 6.000 источњака је убијено, а 70.000 заробљено.
- Јован Котистис покреће краткотрајну побуну против Јустинијана I. Проглашен је за цара у Дари, али је четири дана касније убијен од стране војника заверених.
- Иакцхилан заузима ајавс Бонампак, Лакамтуун и Цалакмул, на почетку Првог Тикал-Цалакмул рата.
- Аквадукт Акуа Вирго су уништили Готи; покушавају да искористе подземни канал као тајни пут за инвазију на Рим.
- Друга година светске глади, последица екстремних временских прилика 535–536.

### Март
- 2. март — Остроготска војска краља Витигеса је почела је велику Опсаду Рима (537—538):  Остроготска војска (45.000 људи) под краљем Витигесом почиње опсаду града. Велизар спроводи акцију одлагања испред Фламинијске капије; он и одред његових буцеларија су скоро одсечени. Витигес поставља седам кампова, са погледом на главне капије и приступне путеве до града, како би га изгладњивао. Он блокира римске аквадукте који снабдевају Рим водом, неопходном и за пиће и за рад млинова кукуруза.
- 21. март – Витигес покушава да нападне северне и источне градске зидине са четири опсадне куле, али га браниоци под византијским војсковођама Беса и Перанија одбијају код Пренестинске капије, познате као Виваријум.
- 29. март — Папа Вигилије насљеђује папа Силвестер као 59. римски папа, кога је Велизар свргнуо по налогу Јустинијана I.

### Април
- април – Готи заузимају Портус Цлаудии код Остије; пристаниште је остало нечувано од стране Римљана. Велизар је приморан да истовари своје залихе у Антијуму; шаље хитне поруке за појачање у Цариград.
- 9. април – Велизар добија обећано појачање: 1.600 коњаника, углавном хунског и српског порекла и стручних стрелаца. Упркос несташицама, он започиње нападе на готске логоре и Витигес је приморан да се повлачи.

### Јун
- јун – У Риму глад доводи град у очај; Велизар шаље свог секретара Прокопија у Напуљ по додатно појачање и залихе. Витигес договара тромесечно примирје да готски посланици отпутују у Цариград.

### Децембар
- Децембар – Велизар шаље Јована „Сингвинар“ са силом од 2.000 људи према Пиценуму, да опљачка источну обалу Италије. Стиже у Ариминум (Римини), где га дочекује локално римско становништво.
- 27. децембар – Завршена изградња Аја Софије у Цариграду (започета 532. године).